# 平顶短腿蟾
平顶短腿蟾（学名：Brachytarsophrys platyparietus），一种分布于中国南方地区的两栖动物，隶属于角蟾科短腿蟾属。模式产地为云南省大姚县三台乡多底河村。曾有研究人员认为本种是宽头短腿蟾（Brachytarsophrys carinense）的同物异名。2020年，有研究人员基于形态特征和分子分析结果，认为本种为有效种。

## 形态特征
平顶短腿蟾体型大而壮，雄蟾体长88.5～113毫米，雌蟾体长118.5～131毫米。头部大而扁平，头宽几乎是头长的1.2倍。头部背面光滑。身体背部皮肤略粗糙，呈棕色，具有深色斑点和条纹；两眼间具有镶黄边的宽深棕色条纹；腹部皮肤光滑。

## 保护
本种于2023年被收录入《有重要生态、科学、社会价值的陆生野生动物名录》。